# 7742 Altamira
För andra betydelser, se Altamira (olika betydelser).
7742 Altamira eller 1985 US är en asteroid i huvudbältet som upptäcktes den 20 oktober 1985 av den tjeckiske astronomen Antonín Mrkos vid Kleť-observatoriet i Tjeckien. Den är uppkallad efter Altamira i Spanien.
Asteroiden har en diameter på ungefär 6 kilometer.